# George Washington Hays
George Washington Hays (* 23. September 1863 in Camden, Arkansas; † 15. September 1927 in Little Rock, Arkansas) war ein US-amerikanischer Politiker und zwischen 1913 und 1917 Gouverneur von Arkansas.

## Frühe Jahre und Aufstieg
George Hays wuchs auf der Farm seiner Eltern auf. Später studierte er an der Washington and Lee University in Virginia Jura. Zwischen 1900 und 1905 war er Richter im Ouachita County. Von 1906 bis 1913 gehörte er dem 13. Bezirksgericht an. Infolge des Rücktritts von Gouverneur Joseph Taylor Robinson, der in den US-Senat wechselte, fanden im Frühjahr 1913 Sonderwahlen für das Amt des Gouverneurs statt. George Hays gelang es, sich gegen einige parteiinterne Gegner durchzusetzen. Er wurde somit zum Spitzenkandidaten der Demokratischen Partei nominiert.

## Gouverneur von Arkansas
Nach seinem Wahlsieg konnte Hays sein neues Amt am 23. Juli 1913 antreten. Nach einer Wiederwahl im Jahr 1914 verblieb er bis zum 9. Januar 1917 in dieser Stellung. In seiner Amtszeit stand die Prohibitionsfrage im Brennpunkt des öffentlichen Interesses. Am 1. Januar 1916 trat nach heftigen Diskussionen das Prohibitionsgesetz in Kraft. Danach war der Handel und die Herstellung alkoholischer Getränke in Arkansas verboten. Ebenfalls in seiner Amtszeit wurde der Ausbau des Straßennetzes vorangetrieben. Ein Gesetz gegen Kinderarbeit wurde verabschiedet, das aber in der Praxis oft umgangen wurde. Die Arbeitszeit für Frauen wurde auf neun Stunden und maximal sechs Tage pro Woche reduziert. Das Parlament gab den Frauen damals das Recht, selbständig Verträge abzuschließen und Eigentum zu besitzen. Hays war allerdings ein Gegner des Frauenwahlrechts. Ansonsten zeigte sich Gouverneur Hays wenig reformfreudig, was im auffälligen Gegensatz zu einigen anderen US-Bundesstaaten und der Bundesregierung unter Präsident Woodrow Wilson stand.

## Weiterer Lebenslauf
Nach dem Ende seiner Amtszeit war George Hays wieder als Rechtsanwalt tätig. Er starb 1927 an den Folgen einer Grippeerkrankung und wurde in Camden beigesetzt. Gouverneur George Hays war mit Virginia Yarbrough verheiratet, mit der er zwei Kinder hatte.